# Euryopa singularis
Euryopa singularis är en skalbaggsart som beskrevs av Henry Stephen Gorham 1881. Euryopa singularis ingår i släktet Euryopa och familjen Phengodidae. Inga underarter finns listade i Catalogue of Life.